# 阿亚黄素
阿亚黄素（也称为3,7,4'-三-O-甲基化槲皮素， 3,7,4'-tri-O-methylated quercetin）是一种槲皮素衍生的O-甲基化黄酮，分子式C18H16O7，最初发现于巴豆属植物Croton schiedeanus中，也可人工合成。